# Капеле сул Таво
Капѐле сул Та̀во (на италиански: Cappelle sul Tavo, на местен диалект li Cappelle, ли Капеле) е малко градче и община в Южна Италия, провинция Пескара, регион Абруцо. Разположено е на 122 m надморска височина. Населението на общината е 4019 души (към 2010 г.).